# Christopher I. Beckwith
Pour les articles homonymes, voir Beckwith.
Christopher I. Beckwith (né en 1945) est un professeur du département de l'Asie centrale à l'université de l'Indiana à Bloomington.
Il a obtenu son Ph.D. à l'Indiana University avec un sujet portant sur les langues ouraliennes et altaïques en 1977.
Il est spécialisé dans l'étude et la linguistique des langues asiatiques et dans l'histoire de l'Asie centrale. Il enseigne le tibétain ancien, les langues et l'histoire de l'Eurasie centrale.

## Publications

### Ouvrages et direction d'ouvrages
- A Study of the Early Medieval Chinese, Latin, and Tibetan Historical Sources on Pre-Imperial Tibet, Indiana University, PhD Dissertation, 1977, 304 p.
- The Tibetan Empire in Central Asia: A History of the Struggle for Great Power among Tibetans, Turks, Arabs, and Chinese during the Early Middle Ages. Princeton: Princeton University Press, 1987, 292 p.  (ISBN 0-691-05494-0). First paperback edition, with a new afterword, 1993.  (ISBN 0-691-02469-3)
- Medieval Tibeto-Burman Languages. PIATS 2000: Proceedings of the Ninth Seminar of the International Association for Tibetan Studies Brill Academic Publishers, 2002, 212 p. (ISBN 9-004-12424-1)
- Medieval Tibeto-Burman Languages II. Brill Academic Publishers, 2006, 200 p. (ISBN 9-004-15014-5)
- Koguryo, the Language of Japan's Continental Relatives: An Introduction to the Historical-Comparative Study of the Japanese-Koguryoic Languages, with a Preliminary Description of Archaic Northeastern Middle Chinese, Brill Academic Publishers, 2004, 274 p. (ISBN 9-004-13949-4). Second edition, 2007.  (ISBN 9-004-16025-6)
- Phoronyms: Classifiers, Class Nouns, and the Pseudopartitive Construction, New York, Peter Lang Publishing, 2007, 223 p.  (ISBN 1-433-10139-4)
- Empires of the Silk Road: A History of Central Eurasia from the Bronze Age to the Present, Princeton, Princeton University Press, 2009, 504 p. (ISBN 978-0-691-13589-2)
- Warriors of the Cloisters. the Central Asian Origins of Science in the Medieval World, Princeton, Princeton University Press, 2012, 232 p.  (ISBN 978-0-691-15531-9)
- Greek Buddha: Pyrrho's Encounter with Early Buddhism in Central Asia, Princeton, Princeton University Press, 2015, 304 p. (ISBN 978-0-691-16644-5, présentation en ligne)
- The Scythian Empire: Central Eurasia and the Birth of the Classical Age from Persia to China, Princeton, Princeton University Press, 2023, 416 p. (ISBN 978-0-691-24053-4)

### Articles et chapitres d'ouvrages
- « The Introduction of Greek Medicine into Tibet in the Seventh and Eighth Centuries ». Journal de la société américaine orientale, 1979, vol. 99 n° 2, p. 297-313
- « Aspects of the Early History of the Central Asian Guard Corps in Islam », Archivum Eurasiae Medii Aevi, Vol. 4, 1984, 29-43.
- « The Revolt of 755 in Tibet. Contributions on Tibetan Language, History, and Culture » in Ernst Steinkellner and Helmut Tauscher (Eds.) Wiener Studien zur Tibetologie und Buddhismuskunde; Heft 10. Wien, Arbeitskreis für Tibetische und Buddhistische Studien, Universität Wien, 1983, p. 1–16. Reprinted in Alex Mckay (Ed.), The History of Tibetan, London, Routledge Curzon, 2003, p. 273-285.
- « The Plan of the City of Peace: Central Asian Iranian Factors in Early ‘Abbâsid  Design », Acta Orientalia Academiae Scientiarum Hungaricae, 1984, vol. 38: 128-147.
- « Aspects of the Early History of the Central Asian Guard Corps in Islam », Archivum Eurasiae Medii Aevi, 1984, Vol. 4:29-43. (Reprinted in C. Edmund Bosworth (Ed.), The Turks in the Early Islamic World. Aldershot: Ashgate, 2007, p. 275-289.)
- « The Tibetans in the Ordos and North China:  Considerations on the Role of the Tibetan Empire in World History ». In C.I. Beckwith, (Ed.), Silver on Lapis, Bloomington, Tibet Society, 1987, p. 3-11.
- « The Impact of the Horse and Silk Trade on the Economies of T'ang China and the Uighur Empire: On the Importance of International Commerce in the Early Middle Ages », Journal of the Economic and Social History of the Orient, Vol. 34, 1991, p.183-198.
- « The Morphological Argument for the Existence of Sino-Tibetan » in Pan-Asiatic Linguistics: Proceedings of the Fourth International Symposium on Languages and Linguistics, January 8-10, 1996. vol 3. Bangkok: Institute of Language and Culture for Rural Development Mahidol University at Salaya, p. 812-826.
- « Noun Specification and Classification in Uzbek », Anthropological Linguistics vol. 40, n° 1, 1998, p. 124-140.
- « Old Chinese » in Philipp Strazny, (Ed.) Encyclopedia of Linguistics, New York, Fitzroy Dearborn, 2004, p. 771-774.
- « On the Chinese Names for Tibet, Tabghatch, and the Turks » Archivum Eurasiae Medii Aevi, 2005, vol. 14 p. 5-20.
- « The Sonority Sequencing Principle and Old Tibetan Syllable Margins » In Beckwith (Ed.) Medieval Tibeto-Burman Languages II. Leiden, Brill, 2006, p. 45-57.
- « Methodological Observations on Some Recent Studies of the Early Ethnolinguistic History of Korea and Vicinity », Altai Hakpo, 2006, n° 16, p. 199-234.
- « The Ethnolinguistic History of the Early Korean Peninsula Region: Japanese-Koguryoic and Other Languages in the Koguryo, Paekche, and Silla Kingdoms » Journal of Inner and East Asian Studies, 2006, Vol. 2, n° 2, p. 34-64.
- Avec Gisaburo N. Kiyose, « The Silla Word for "Walled City" and the Ancestor of Modern Korean », Arutaigo Kenkyu - Altaistic Studies, 2006, Vol. 1, p. 1-10.
- « On the Proto-Indo-European Obstruent System » in Historische Sprachforschung 2007, vol. 120, p. 1-19.
- « The Frankish Name of the King of the Turks », Archivum Eurasiae Medii Aevi" 2006, vol. 7,15, p. 5-11.
- « An introduction to theoretical and methodological problems in the comparative-historical linguistics of Eastern-Eurasian languages » in Christopher Beckwith (Ed.), Medieval Tibeto-Burman Languages III (Proceedings of the 11th Seminar of the International Association for Tibetan Studies.) Halle, International Institute for Tibetan and Buddhist Studies, 2008, p. 9-48.
- « The Pai-lang songs: The earliest texts in a Tibeto-Burman language and their Late Old Chinese transcriptions » in Christopher Beckwith (Ed.), Medieval Tibeto-Burman Languages III (Proceedings of the 11th Seminar of the International Association for Tibetan Studies.) Halle: International Institute for Tibetan and Buddhist Studies, 2008, p. 87-110.
- « Old Chinese loans in Tibetan and the non-uniqueness of „Sino-Tibetan » in Christopher Beckwith (Ed.), Medieval Tibeto-Burman Languages III (Proceedings of the 11th Seminar of the International Association for Tibetan Studies.) Halle: International Institute for Tibetan and Buddhist Studies, 2008, p. 61-201.
- Avec Gisaburo N. Kiyose, « The Origin of the Old Japanese Twelve Animal Cycle », Arutaigo kenkyû – Altaistic Studie, 2008, Vol. 2, p. 1-18.
- « Could There Be a Korean–Japanese Linguistic Relationship Theory? Science, the Data and the Alternatives. A State-of-the-Field Article » International Journal of Asian Studies (en) 2010, Vol. 7, 2: 201-219.
- « Old Chinese Loanwords in Korean » In Sang-Oak Lee (Ed.), Contemporary Korean Linguistics: International Perspectives, Seoul, Thaehaksa, 2010, p. 1-22.
- Avec M.L. Walter, « On the Meaning of Old Tibetan rje-blon during the Tibetan Empire Period » in Journal Asiatique, vol. 298 n° 2, 2010, p. 535-548.